# Budberg (Rheinberg)
Budberg, bis 1974 eine kreisangehörige Gemeinde des Kreises Moers, ist heute ein Stadtteil und einer von vier Stadtbezirken der nordrhein-westfälischen Stadt Rheinberg am linken Niederrhein im Kreis Wesel. Zum Stadtbezirk Budberg gehören die ehemaligen Gemeinden Eversael und Vierbaum, die bis 1934 das Amt Budberg und bis 1974 die Gemeinde Budberg bildeten. Zum Stadtbezirk Budberg gehört des Weiteren der Weiler Pelden.

## Geschichte

Lage der Gemarkung Budberg in Rheinberg

Schon in der Zeit von 1200 bis 800 v. Chr. wurde Budberg besiedelt. Dies zeigen erste Grabfunde, die in diese Zeit datiert werden. Die erste urkundliche Erwähnung ist allerdings erst für den 19. Mai 1003 belegt. Darin wird ein Königshof im Ort erwähnt. Zweihundert Jahre danach, für die Zeit von 1225 bis 1227, sind in Budberg die Herrensitze Wolfskuhlen und Husenhof zu finden.
Bis Ende des 18. Jahrhunderts war Budberg (Niederbudberg) zweiherrig, es gehörte sowohl zum evangelischen Fürstentum Moers als auch zum katholischen Kurfürstentum Köln. Das Patronats- und Zollregal gehörte dem Fürsten zu Moers (Preußen), das Zehntrecht dem Kurfürsten von Köln allein, im Übrigen wurde die Herrschaft ungeteilt besessen. Beide Landesfürsten ernannten einen Schultheiß, einen Gerichtsschreiber und zwei Schöffen. Die Appellation wechselte zwischen der preußischen Regierung in Kleve und Moers und dem Kurkölnischen Hofrat in Bonn ab.
Von 1798 bis 1814 stand Budberg unter französischer Herrschaft und bildete eine Mairie nach französischem Vorbild. Die Mairie Budberg gehörte zum Kanton Rheinberg im Arrondissement Krefeld des Rur-Departements. Nachdem 1814 der gesamte Niederrhein auf dem Wiener Kongress dem Königreich Preußen zugeschlagen wurde, kam Budberg 1816 zum neuen Kreis Rheinberg. Aus der Mairie der Franzosenzeit wurde die preußische Bürgermeisterei Budberg, die die drei Landgemeinden Budberg, Eversael und Vierbaum umfasste.
Seit 1823 gehörte Budberg zum Kreis Geldern und seit 1857 zum Kreis Moers.
Am Ende des Jahres 1927 wurde die Bezeichnung aller rheinischen Landbürgermeistereien in Amt geändert. Die Bürgermeisterei Budberg hieß nun Amt Budberg . Am 1. Juli wurden die Gemeinden Budberg, Eversael und Vierbaum zur nunmehr amtsfreien Gemeinde Budberg zusammengeschlossen.
Zusammen mit Orsoy und Borth wurde Budberg am 1. Januar 1975 in die Stadt Rheinberg eingegliedert. Anlässlich der Tausend-Jahr-Feier wurde vom 30. April bis 4. Mai 2003 eine Festwoche in Rheinberg-Budberg gefeiert.

## Politik

### Wappen, Siegel und Banner
Die Gemeinde Budberg führte bis zu ihrer Eingemeindung ein Wappen, ein Siegel sowie ein Banner. Das Recht zum Führen des Wappens wurde der Gemeinde Budberg am 7. August 1954 verliehen. Zum selben Zeitpunkt dürfte auch das Siegel und die Flagge bzw. Banner genehmigt worden sein. Das Wappen wurde vom deutschen Grafikdesigner Walther Bergmann geschaffen.

Wappen
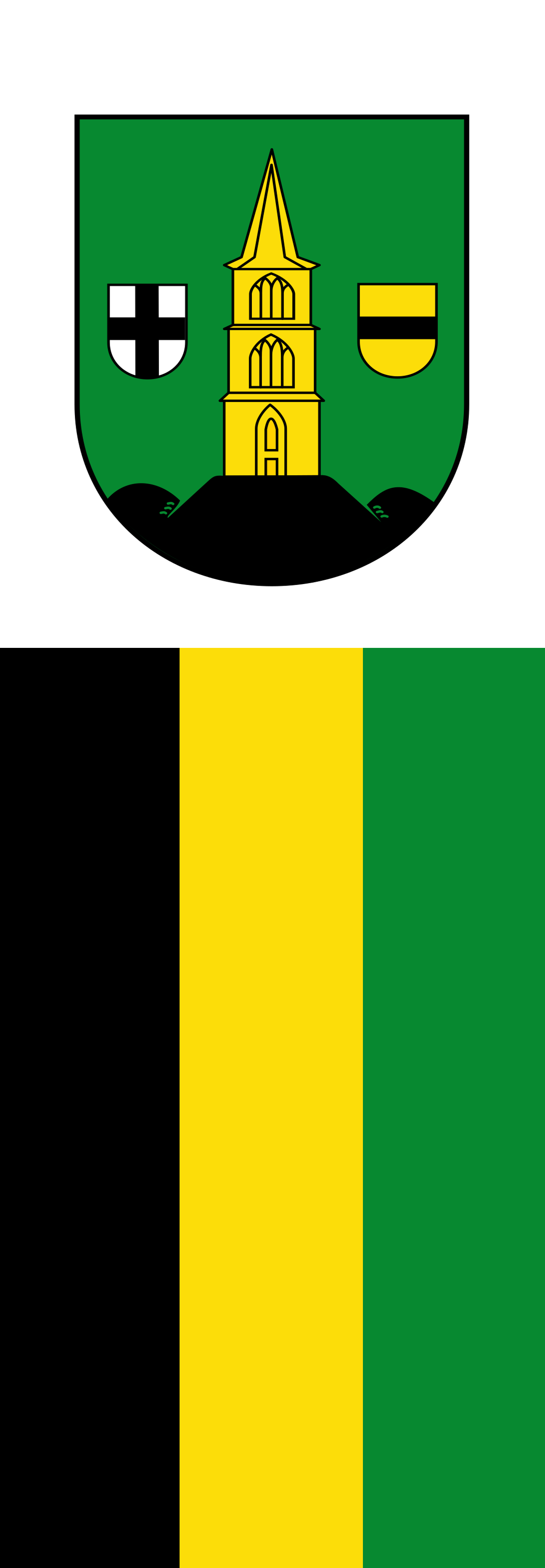
Banner

Wappen
Blasonierung: „In Grün über einem in der Mitte abgeflachten schwarzen Dreiberg ein goldener Kirchturm; in der Mitte rechts ein kleines silbernes Schild darüber ein schwarzes Kreuz und links ein kleines goldenes Schild geteilt durch einen schwarzen Balken“. Bedeutung: Das Wappen zeigt den Turm der 1332 erstmals (als Patrozinium St. Lambert) erwähnten evangelischen Kirche. Die kleinen Wappen stehen für die früheren Regenten Budbergs, Kurköln und die Grafschaft Moers. Der Dreiberg steht redend für die Endsilbe des Ortsnamens.
Siegel
Das Siegel der ehemaligen Gemeinde Budberg basiert auf dem Wappen Budbergs und ist mit dem Schriftzug „Gemeinde Budberg Kreis Moers“ versehen.
Banner
Das Banner der ehemaligen Gemeinde Budberg ist in schwarz, gelb, grünen Tuchbahnen gestreift und trägt in einem weißen Bannerhaupt das Wappen der ehemaligen Gemeinde.

### Bürgermeister
- 1902–1937 Baron Carl Florentin Felix etc. Freiherr von Büllingen-Wevelinchoven

- 1937–1945 Hermann Middeldorf

- 1945–1963 Franz Baaken (CDU)
- 1963–1974 Heinrich Ettwig (FDP)

### Gemeindedirektor
Von 1947 bis 1974 wurde die Stadt von einem Gemeindedirektor verwaltet. Der Bürgermeister hatte in jener Zeit vor allem repräsentative Aufgaben.
- 1947–1974 Erwin Kunze

### Ortsvorsteher
Seit der Eingemeindung der Gemeinde Budberg wird der Stadtbezirk durch Ortsvorsteher repräsentiert.
- seit 2020 Martina Nürenberg[13]

## Sehenswürdigkeiten
- Evangelische Kirche: Erste Erwähnung 1332, ehem. Patrozinium St. Lambert.
- Katholische Kirche St. Marien: Unter Einbeziehung einer alten Windmühle 1949 errichtet. Verwendung des Mühlenturms als SA-Heim während der Zeit des Nationalsozialismus.
- Schloss Wolfskuhlen (auch Schloss Budberg genannt): ein Teil steht unter Denkmalschutz. Ehemaliger Sitz des Ehrenbürgermeisters Baron von Büllingen-Wevelinchoven.

| - Evangelische Kirche - Katholische Kirche St. Marien - Ruine des ehemaligen Schlosses Haus Wolfkuhlen - Gefallenendenkmal (1927) von Arno Breker |

## Persönlichkeiten
in Budberg geboren
- Heinrich Baaken (1900–1976), Weihbischof des Bistums Münster

mit Budberg verbunden
- Isabell Werth (* 1969), siebenfache Olympiasiegerin im Dressurreiten, errichtete in Winterswick 2004 ein modernes Reit- und Dressurzentrum

## Belege
1. ↑  Amt Budberg auf GenWiki
2. ↑  Hauptsatzung der Stadt Rheinberg. In: rheinberg.de. Stadt Rheinberg, 19. Juni 2017, abgerufen am 25. November 2023.
3. ↑  Wilhelm Fabricius: Erläuterungen zum geschichtlichen Atlas der Rheinprovinz, Die Karte von 1789, Band 2, Bonn 1898, S. 344, 583
4. ↑  GenWiki: Kanton Rheinberg
5. ↑  Johann Georg von Viebahn: Statistik und Topographie des Regierungs-Bezirks Düsseldorf. 1836, S. 103, abgerufen am 11. November 2022 (Digitalisat).
6. ↑  Gesetz über die Regelung verschiedener Punkte des Gemeindeverfassungsrechts vom 27. Dezember 1927: „Die Landbürgermeisterei in der Rheinprovinz führt hinfort die Bezeichnung Amt.“
7. ↑  Amtsblatt für den Regierungsbezirk Düsseldorf 1934, S. 246
8. ↑  Geschichte Rheinberg
9. ↑  Statistisches Bundesamt (Hrsg.): Historisches Gemeindeverzeichnis für die Bundesrepublik Deutschland. Namens-, Grenz- und Schlüsselnummernänderungen bei Gemeinden, Kreisen und Regierungsbezirken vom 27.5.1970 bis 31.12.1982. W. Kohlhammer, Stuttgart / Mainz 1983, ISBN 3-17-003263-1, S. 296 (Statistische Bibliothek des Bundes und der Länder [PDF; 41,1 MB]).
10. 1 2 3 4  Hermann Habben: Wappen, Siegel und Flaggen im Kreise Moers. Hrsg.: Verlag Sattler & Koss. Rheinberg 1962.
11. ↑  Wappenbeschreibung "Heraldry of the World"
12. ↑  Gerhard Köhnen: Chronik der Gemeinde Budberg Kreis Budberg. Buchdruckerei Berthold Roth, Orsoy 1971.
13. ↑  Uwe Plien: Wahl im Rheinberger Rat: Vier Damen für die Ortsteile. 4. November 2020, abgerufen am 25. April 2024.